# Encephalartos dolomiticus
Encephalartos dolomiticus är en kärlväxtart som beskrevs av John Jacob Lavranos och D.L. Goode. Encephalartos dolomiticus ingår i släktet Encephalartos och familjen Zamiaceae. IUCN kategoriserar arten globalt som akut hotad. Inga underarter finns listade i Catalogue of Life.